# レイモン・ゲタルス
レイモン・ゲタルス（Raymond Goethals、1921年10月7日 - 2004年12月6日）は、ベルギー出身の元サッカー選手、サッカー指導者。

## 経歴
ゲタルスは選手時代にはGKを務めていたが選手としては大成せず、現役引退後は指導者の道へ進んだ。1959年にシント＝トロイデンVVの監督に就任すると、1966-67シーズンのジュピラーリーグ2位へと導いた。
1966年からベルギー代表コーチを務め、1969年から監督に就任すると1970年のFIFAワールドカップ・メキシコ大会出場。1972年のUEFA欧州選手権1972では、3位決定戦でハンガリーを下し3位入賞に導くなどの成功を収めた。しかし1974年のFIFAワールドカップ・西ドイツ大会予選では隣国オランダに勝ち点で並びながら得失点差で競り負け敗退。その後、1976年に代表監督を退いた。
1976年にRSCアンデルレヒトの監督に就任、就任初年度の1976-77シーズンにUEFAカップウィナーズカップ決勝進出に導いた。決勝ではドイツのハンブルガーSVに1-2で敗れ準優勝に終わるが、翌1977-78シーズンも再び決勝へ駒を進め、オーストリアのFKアウストリア・ウィーンを4-0で下しタイトルを獲得した。
その後、フランスのFCジロンダン・ボルドー、ブラジルのサンパウロFCを率いた後、1981年にスタンダール・リエージュの監督に就任。リエージュでは1982年、1983年のリーグ連覇、1982年のUEFAカップウィナーズカップ準優勝に導いた。しかし1984年2月に、2年前のUEFAカップウィナーズカップ決勝、対FCバルセロナ戦直前の国内リーグにおいて八百長行為が行われた事が発覚し監督辞任を余儀なくされた。
1990年12月にフランツ・ベッケンバウアーの後任としてオリンピック・マルセイユの監督に就任。名物オーナーのベルナール・タピの下で、シーズン途中に監督を引き受ける難しい仕事であったが、1990-91シーズンのUEFAチャンピオンズカップでは準々決勝では強豪のACミランを下すなど旋風を起こし、準優勝に導いた。この大会では決勝でユーゴスラビアのレッドスター・ベオグラードにPK戦の末に敗れるが、手腕が評価され1991年には欧州年間最優秀監督賞を受賞した。そして1992-93シーズンのUEFAチャンピオンズリーグ決勝では再びACミランとの対戦となるが、バジール・ボリの得点によりクラブを優勝に導いた。ゲタルスはマルセイユにおける主要な目的を達成しクラブを去った。
1993年からはアンデルレヒトのスポーツディレクターを務め、1995-96シーズンに同クラブの監督を務めた事を最後に監督業から引退。その後はサッカー解説者を務め、監督時代と変わらぬ洞察力のある解説で人気を博した。
2004年12月6日に腸ガンにより死去、83歳没。

## 人物
- "Raymond-la-science"（科学者）、"le sorcier"（魔術師）などの異名で呼ばれた。
- ゲタルスはゆっくりした喋り方と独特のブリュセル訛りの独特な言葉を喋る事で知られた。また選手の名前の発音を間違える事でも知られた。
- チェーンスモーカーであった事から、刑事コロンボに例えられた。
- 彼の死後、2005年に100人の偉大なベルギー人 (en:De Grootste Belg) の第38位に選出された。
- UEFAチャンピオンズリーグに改編されて以降、優勝経験監督の中で唯一の故人である。

## 個人タイトル
- 欧州年間最優秀監督賞（オンズ・モンディアル誌選定）: 2回（1991年、1993年）